# کلی گیل
کِلی اولیویا گِیل (به انگلیسی: Kelly Olivia Gale؛ زادهٔ ۱۴ مهٔ ۱۹۹۵) مدل سوئدی است. گیل در دنیا به خاطر همکاری با ویکتوریا سیکرت، نسخه لباس شنای اسپورتس ایلاستریتد و پلی‌بوی شناخته شده است.  همچنین او در موزیک ویدئو انریکه ایگلسیاس به نام قلب لطمه می‌زند بازی کرده است.